# Sint-Petruskerk (Dortmund-Syburg)
De Sint-Petruskerk (Duits: St. Peter) is een kerkgebouw in het Dortmundse stadsdeel Syburg. Het zandstenen gebouw staat op de Syberg, een hoge rots waar de rivieren Ruhr en Lenne samenvloeien.

## Geschiedenis
De kerk is het oudste sacrale bouwwerk van het Dortmundse stadsgebied. Het gebouw werd al in 776 op de huidige plaats opgericht, één jaar na de verovering van de Hohensyburg door de Franken op de  Saksen. Vermoedelijk werd de kerk door paus Leo III op reis naar of van zijn terugkomst uit Paderborn bezocht. Onwaarschijnlijk is echter de bewering dat hij de kerk zou hebben ingewijd, omdat de kerk toen al meer dan twee decennia bestond. In de middeleeuwen groeide het belang van de kerk als bedevaartsoord, waar men aflaten kon verdienen. 
Het oudste deel van de huidige Petruskerk is de westelijke weertoren, die dateert uit circa 1200. Het gotische koor werd gebouwd, nadat de romaanse apsis bij een Frans belegering in 1673 werd verwoest. In de Tweede Wereldoorlog werd de kerk door een bom op het kerkschip sterk beschadigd. Van 1953 tot 1954 vond de wederopbouw van het kerkschip en een deel van het koor plaats. Bij opgravingen in 1950-1951, 1976-1977 en 1983 werden fundamenten van de romaanse apsis en karolingische resten van een vierkant gebouw ontdekt. 
De Sint-Petruskerk wordt omgeven door een kerkhof. Op dit oudste kerkhof van het Roergebied staan nog grafstenen uit de 9e eeuw.

## Inrichting
Van de oude inrichting is niets meer over. De protestantse predikant Luerman vernietigde alles wat, zoals hij in 1589 schreef, aan "paus en heidendom" herinnerde. Het oudste kunstwerk is een eenvoudig kruis van carraramarmer uit de 16e eeuw. Het kruis is tegenwoordig in de weertoren te bezichtigen. Het 12e-eeuwse doopvont is uit een andere kerk afkomstig. In de Petruskerk worden een merovingische grafsteen en twee karolingische grafstenen bewaard.      

## Orgel
In het jaar 1998 werd door de firma Claus Sebastian Orgelbau uit Geesthacht een orgel voor de kerk gebouwd. Het mechanische instrument heeft 17 registers (met drie transmissie-registers) verdeeld over twee manualen en pedaal. Het eerste manuaal dient als koppelmanuaal.